# La boulangère a des écus
Pour les articles homonymes, voir La boulangère a des écus (homonymie).
La boulangère a des écus est une chanson de l’épicier-chansonnier Pierre Gallet.
Elle est parfois chantée comme une chanson enfantine (Elle figure notamment dans le recueil de  Claudine et Roland Sabatier dans la collection Gallimard Jeunesse, un incontournable dans les écoles maternelles ).

## Contenu grivois
Cependant, pour qui sait lire entre les lignes, c'est une chanson empreinte d'une solide dose de grivoiserie, bien dans la manière des chansonniers du XVIIIe siècle comme Pierre Gallet mais aussi l'abbé de l'Attaignant. La boulangère a des écus « qui ne lui coûtent guère » elle fait la coquette auprès de « petits maîtres » d'« abbés de cour » et de « galants militaires » très attirés par son « four » et qu'elle envoie « faire lanlaire », plus intéressée par les hommages gaillards d'un robuste mitron qui se propose d'« enfourner » avec entrain, de « pétrir sa pâte légère » et d'être pour elle le « boulanger de Cythère »...

## Adaptations théâtrales
Cette chanson a donné lieu à plusieurs adaptations théâtrales homonymes. Une comédie-vaudeville en deux actes, par Emmanuel Théaulon, Gabriel et Charles Desnoyer, a été représentée pour la première fois, à Paris, sur le théâtre des Variétés, le 3 novembre 1838, avec Gallet mis en scène dans son propre rôle. Un drame en cinq actes et six tableaux de Jules de Prémaray fut donné au théâtre de la Porte-Saint-Martin le 24 novembre 1855, suivi d’un opéra-bouffe de Jacques Offenbach, Henri Meilhac, Ludovic Halévy représenté pour la première fois, à Paris, sur le théâtre des Variétés, le 19 octobre 1875.

## Liens connexes
- Ressource relative à la musique :   - MusicBrainz (œuvres)